# 深圳公交E15路
深圳公交E15路，是从东周总站开往裕安公交总站的快线公交，由深圳市西部公共汽车有限公司运营。

## 线路简介
- 深圳公交E15路由深圳市西部公共汽车有限公司营运。
- E15路从东周总站往来裕安公交总站，全长45公里，配车12台，车型为海格客车KLQ6920E3及金旅客车XML6700C空调巴士，全程行驶时间约为60-80分钟，期间行走南光高速。
- 服务时间：光明客运中心发车07:00-19:00 裕安公交总站发车08:30-20:30。
- 发车间隔：15~60分钟一班。

## 途径站点
- 去程：东周总站 - 光明油站 - 楼村一工业区 - 红花山公园 - 公明佳华 - 鹤洲桥底 - 桃源居北 - 中华商贸城 - 固戍村 - 西乡立交 - 西乡路口 - 裕安路口 - 创业天虹 - 宝安行政中心北 - 宝安机关幼儿园 - 新安中学高中部北 - 裕安公交总站 (17站)
- 回程：裕安公交总站 - 新安中学高中部北 - 宝安机关幼儿园 - 宝安行政中心北 - 创业天虹 - 裕安路口 - 西乡路口 - 西乡立交 - 固戍村 - 中华商贸城 - 公明佳华 - 红花山公园 - 楼村一工业区 - 光明油站 - 东周总站（15站）

## 历史
- 深圳公交E15路快线于2010年3月16日开通，开线时配车数为5台。[1]
- 在2010年中，因E15路快线在平峰期高峰期客流稀少，所以配车数降到3台。
- 2011年11月，为了缓解乘客等E15路难的问题，西部公汽三分公司从M206路及M337路调取10部海格KLQ6920E3来营运E15路。
- 2013年7月，E14路取消后，西部公汽从E14路抽调2部金旅客车XML6700C来运行E15路，E15路力达到12部。

## 资料来源
1. ↑  http://www.oeeee.com/a/20100317/860113.html%5B%5D 梅林关坐公交太难了后续：交委副主任拍桌子（链接内有西部公汽昨开通E15等四条线路）